# Benediktinci
Benediktinci so pripadniki najstarejšega meniškega reda v zahodni Evropi, kratica: OSB

## Zgodovina
Leta 529 je red ustanovil sveti Benedikt iz Nursije in sestavil zanj redovno vodilo (Regula). Matični samostan so zgradili na vrhu Monte Cassino, jugovzhodno od Rima. Red temelji na enakovrednem prepletanju molitve in dela (geslo reda je Ora et Labora = moli in delaj). Redovniki delajo poleg treh ustaljenih redovnih zaobljub (pokorščine, uboštva in čistosti) še zaobljubo stalnega prebivališča (stabilitas loci). Obleko benediktincev sestavljajo črn habit, usnjen pas in črn škapulir. Benediktinci živijo v samostanu, katerega predstojnik je opat. Od 6. do 13. stoletja so benediktinci zaznamovali versko, družabno in kulturno življenje zahodnega krščanskega sveta (misije, prepisovanje antičnih in srednjeveških rokopisov, vpeljava germanskih in slovanskih narodov v rimsko civilizacijo). Benediktinske opatije so bile v srednjem veku izrazita verska središča, vendar tudi nosilke znanosti, umetnosti in kulturne ter gospodarske dejavnosti. Njihova osnovna dejavnost pa je bilo že od samega začetka  misijonarstvo.
Žensko veja reda, benediktinke, je ob nastanku benediktincev ustanovila sveta Sholastika, Benediktova sestra.
Prvotno so bile benediktinske opatije samostojne; v 9. stoletju so se pričele združevati v kongregacije, od leta 1893 pa so podrejene vrhovnemu opatu.
V zgodovini so imeli okoli  37000 samostanov in je iz njihovih vrst izšlo 40 papežev. V 20. stoletju je ostalo okoli 170 moških in 300 ženskih samostanov tega reda. 
Benediktinci so imeli priorate v Valdoltri (1072), sv. Benediktu v Slovenskih goricah, Monoštru in Gornjem Gradu. Do leta 1945 je deloval Priorat Maribor (Vetrinjski dvorec) in do leta 1946 tudi benediktinski samostan Krog pri Sečovljah.
V Sloveniji bližnjih deželah so imeli več opatij v Furlaniji in na Koroškem. Benediktinci iz Salzburga so pod vodstvom škofa sv. Modesta misijonarili v Karantaniji.

## Red danes
Danes so benediktinci razširjeni po Evropi, Ameriki, vzhodni Afriki in Južni Koreji. 
Leta 2008 je bil ponovno oživljen priorat Maribor, sedaj Benediktinski priorat sv. Cirila in Metoda s sedežem v Limbušu. Za benediktinski samostan Krog pri Sečovljah še vedno poteka denacionalizacijski postopek, saj se zahteva vrnitev večine posesti v naravi.